# Dark Shadows (film 2012)
Dark Shadows è un film del 2012 diretto da Tim Burton e con protagonisti Johnny Depp, Eva Green, Michelle Pfeiffer, Chloë Grace Moretz ed Helena Bonham Carter. La sceneggiatura del film, scritta da Seth Grahame-Smith, si basa sull'omonima soap opera degli anni sessanta creata da Dan Curtis.

## Trama
1760. La famiglia aristocratica inglese dei Collins con il loro unico figlio Barnabas parte da Liverpool alla volta delle Tredici colonie per espandere il proprio impero economico. Raggiunto il Maine, costruiscono una casa che chiamano Collinwood e fondano un'azienda ittica che si espande e dà origine a una cittadina, Collinsport. Barnabas cresce e, seppur educato secondo dei sani principi, tra i quali il più importante è l'insegnamento dove la propria famiglia viene prima di ogni cosa e bisogna sempre proteggerla, diviene un ragazzo spavaldo, piuttosto arrogante e un vero playboy. Quando, però, seduce e abbandona Angelique Bouchard, una domestica in servizio presso la sua magione follemente innamorata di lui che praticamente quasi lo idolatra, quest'ultima, per vendetta e per gelosia, inizia a rovinargli la vita attraverso l'uso della magia nera.
Angelique, infatti, causa una sequela di disgrazie: la morte dei genitori del giovane e il suicidio della dolce e bella Josette, l'amatissima fidanzata di Barnabas, che si lascia inspiegabilmente cadere da una scogliera. Il dolore affligge Barnabas a tal punto che anche lui si getta dalla stessa rupe, cadendo al fianco della sua amata esanime. Barnabas, inspiegabilmente incolume, riapre gli occhi, e scopre che Angelique per il suo rifiuto, lo aveva punito con l'immortalità, trasformandolo in un vampiro, affinché la sua sofferenza duri illimitatamente. In seguito la donna istiga contro di lui gli abitanti di Collinsport, che lo seppelliscono vivo in una bara.
Duecentododici anni dopo, nel 1972, Barnabas viene liberato accidentalmente dalla sua tomba e, tornato alla sua villa, scopre che la proprietà è caduta in rovina. Qui incontra i suoi quattro discendenti, i due domestici, una dottoressa un po' stravagante al servizio della famiglia e la graziosa e tranquilla Victoria, una istitutrice identica al grande amore di Barnabas, Josette, (il cui vero nome è Maggie Evans). Barnabas si innamora all'istante di lei. Elizabeth, che gestisce la casa con il fratello Roger, spiega a Barnabas le vicissitudini famigliari negli anni che l'antenato ha trascorso nella bara: l'azienda d'ittica fondata dal padre di Barnabas è sull'orlo del fallimento a causa della AngelBay, un'azienda avversaria fondata e gestita dalla perfida e ambiziosa Angelique. La donna, infatti, essendo una strega si è resa immortale, e ha fondato e gestito l'azienda conducendo una spietata concorrenza a quella dei Collins, mirando alla distruzione completa del loro benessere economico.
Barnabas decide allora di riportare Collinswood e l'azienda ittica alla passata gloria, facendo riottenere alla sua famiglia il rispetto dovuto ma scatenando la rabbia di Angelique, che prova invano a convincere Barnabas a vendergli l'azienda. Quest'ultimo, tuttavia, cade di nuovo vittima del fascino di Angelique e i due finiscono a fare l'amore. Angelique vuole e pretende l'amore di Barnabas e gli offre in cambio di unire le forze e le aziende, ma egli rifiuta fermamente. Intanto Barnabas conosce meglio Victoria, che si sta affezionando a lui, e si innamora sempre più di lei e del suo animo gentile. Barnabas durante una festa scopre da Victoria che gli rivela che in passato fu maltrattata dai suoi genitori in quanto la ragazza fin da bambina poteva vedere i fantasmi e comunicare con loro e i suoi genitori credendo la figlia pazza si sbarazzarono di lei rinchiudendola in un ospedale psichiatrico non volendo credere alle affermazioni della figlia. Per anni la povera Victoria fu vittima di trattamenti psicologici inutili e alla fine la ragazza avendone abbastanza fuggì e su consiglio di uno dei suoi amici fantasmi andò a Collinsport per cercare una nuova vita come istruttrice della famiglia dei Collins. Barnabas rimane inorridito da ciò che i genitori della ragazza hanno fatto alla figlia e inizia una storia d'amore con Victoria rivedendo in lei l'amata Josette di cui Victoria è in realtà la reincarnazione. 
La dottoressa Julia, nel frattempo, scopre la verità ipnotizzando Barnabas, ma, parlando con Elizabeth, decide di restare lì e cerca di aiutarlo a trovare un modo per tornare un essere umano facendogli delle trasfusioni e rimuovendo il suo sangue per analizzarlo. In un'occasione Julia, affascinata dal vampiro e lusingata da un suo complimento, lo seduce e gli pratica del sesso orale. In seguito, tuttavia, Barnabas scopre che Julia si stava facendo delle trasfusioni col sangue del vampiro per diventare come lui, in modo da restare giovane in eterno: Barnabas, deluso, la uccide dopo averla dissanguata.
Barnabas scopre che Roger sta cercando il passaggio segreto mostrato da lui a Elizabeth al suo arrivo, che contenente le ricchezze della famiglia Collins. Avendo capito che l'uomo vuole impadronirsi delle ricchezze della famiglia e che a lui non importa nulla del resto dei parenti, disgustato dal suo comportamento, lo diffida dal riprovarci e lo obbliga a fare una scelta: restare ed essere una figura paterna degna per David, al quale Barnabas si è affezionato, o andarsene via e non tornare mai più. Roger sceglie di andar via.
Alla fine, la rivalità tra Barnabas e Angelique, ossessionata dalla sua vendetta, continua fino a quando Angelique registra una confessione di Barnabas, in cui l'uomo afferma di aver ucciso molte persone per berne il sangue, e intrappola nuovamente Barnabas in una bara. Il vampiro, però, viene liberato da David e Angelique arriva a Collinswood portando la Polizia e una folla di cittadini incuriositi. Lì avviene uno scontro tra i due 'mostri'. La folla scopre anche la natura di Angelique oltre a quella di Barnabas e allora il capo della polizia manda via tutti, suoi uomini compresi, credendo che si tratti di una messinscena. Si scopre anche che Angelique aveva mandato un lupo mannaro a mordere Carolyn quando ancora era in fasce e che fece morire la madre di David in un naufragio.
La villa dei Collins viene distrutta e Angelique, sconfitta, viene affrontata un'ultima volta da Barnabas: lei gli dichiara il proprio amore, ma lui, dopo tutto quello che gli ha fatto dopo il suo rifiuto, le spiega che la verità è che lei non è in grado di amare nessuno; per dimostrargli che si sbaglia, Angelique gli offre, letteralmente, il proprio cuore, ma lui rifiuta di nuovo e così lei muore, ma come ulteriore atto di vendetta, manda Victoria sulla scogliera dove era morta Josette. Barnabas arriva appena in tempo e tenta di dissuaderla, ma Victoria, pur amandolo, non vede futuro per la loro storia essendo Barnabas immortale (inoltre lui si rifiuta di tramutarla in un vampiro, non volendola condannare come lui) mentre lei è destinata a morire, e per questo si lascia precipitare nel vuoto. Il vampiro, disperato e non volendo perderla, non esita a lanciarsi assieme a lei dalla scogliera, e, per evitare che la caduta la uccida, la morde, trasformandola in vampira. I due innamorati ritrovati, possono finalmente restare insieme per l'eternità. Intanto, la dottoressa Hoffman, gettata in precedenza da Barnabas nell'oceano, all'improvviso si risveglia ormai trasformata in un vampiro.

## Produzione
Il progetto di un film basato sulla soap opera Dark Shadows cominciò nel luglio del 2007, quando Infinitum Nihil, GK Films e Warner Bros. acquistarono i diritti cinematografici della serie creata da Dan Curtis. A causa dello sciopero degli sceneggiatori avvenuto tra novembre 2007 e febbraio 2008, lo sviluppo del progetto venne momentaneamente interrotto, ma nel giugno del 2008 fu annunciato che il regista Tim Burton si sarebbe occupato della regia del film. La scrittura della sceneggiatura fu inizialmente affidata a John August, ma nel luglio del 2010 fu sostituito dallo scrittore Seth Grahame-Smith.
In una scena del film si può sentire in sottofondo il brano Paranoid dei Black Sabbath.
Le riprese del film sono iniziate il 18 maggio 2011 in Inghilterra e si sono svolte tra i Pinewood Studios ed alcune location.

### Casting
Il 19 marzo 2009 Johnny Depp fu il primo attore ad essere confermato nel cast del film nel ruolo del "vampiro protagonista" Barnabas Collins.
Il casting del film iniziò nel mese di febbraio del 2011, quando iniziarono le trattative con gli attori Jackie Earle Haley e Bella Heathcote. Il 3 febbraio si unì al cast l'attrice francese Eva Green nel ruolo della protagonista femminile, la strega Angelique Bouchard. Sempre nello stesso mese Michelle Pfeiffer e Helena Bonham Carter iniziarono le trattative per entrare a far parte del cast del film, ed il 28 febbraio la Bonham Carter confermò che avrebbe partecipato al film nel ruolo della psichiatra alcolizzata Julia Hoffman. Tra marzo ed aprile vennero aggiunti al cast Gulliver McGrath e Chloë Grace Moretz rispettivamente nei ruoli di David Collins e Carolyn Stoddard. Ultimo ad unirsi al cast del film il 18 maggio 2011 fu Jonny Lee Miller nel ruolo di Roger Collins, padre di David.
Nel film sono presenti anche alcuni cameo importanti. Al San Diego Comic-Con International del 2011 venne annunciato infatti che quattro attori del cast originale della serie (Jonathan Frid, Lara Parker, David Selby e Kathryn Leigh Scott) sarebbero apparsi brevemente nel film. Altro interprete d'eccezione sarà il cantante Alice Cooper che apparirà nel ruolo di se stesso.

## Riconoscimenti
- 2013 - Empire Award
  - Nomination Miglior horror
- 2013 - Saturn Award
  - Nomination Miglior attrice emergente a Chloë Grace Moretz
  - Nomination Miglior scenografia a Rick Heinrichs
- 2013 - People's Choice Award
  - Nomination Miglior film commedia
- 2013 - Young Artist Award
  - Nomination Miglior attore giovane non protagonista a Gulliver McGrath
- 2013 - BMI Film & TV Award
  - Miglior colonna sonora a Danny Elfman
- 2012 - British Society of Cinematographers
  - Nomination Miglior fotografia a Des Whelan
- 2013 - Golden Trailer Awards
  - Nomination Miglior voce fuori campo spot TV
- 2012 - Golden Trailer Awards
  - Nomination Miglior poster film d'animazione/per la famiglia
  - Nomination Miglior poster successo dell'estate
  - Nomination Migliori spot selvatici
- 2013 - Kids' Choice Award
  - Miglior attore a Johnny Depp
- 2012 - BSC, ACO, GBCT Features Operators Award
  - Nomination Miglior operatore a Des Whelan

## Distribuzione
Il primo trailer ufficiale del film è stato trasmesso in anteprima al The Ellen DeGeneres Show il 15 marzo 2012, per poi essere messo online su Apple Trailer poche ore dopo. Il trailer italiano del film è stato invece diffuso sul web dalla divisione italiana della Warner Bros. poco dopo l'originale. Il 19 marzo è stato inoltre diffuso un secondo trailer del film, che include nella scena finale anche il cameo di Alice Cooper.
Il film è stato distribuito nelle sale statunitensi e italiane a partire dall'11 maggio 2012.
A partire dal 18 settembre 2012 il film è stato distribuito per il mercato home video italiano dalla Warner Home Video nei formati DVD e il Blu-ray Disc, mentre negli Stati Uniti i formati DVD e Blu-ray Disc sono stati distribuiti a partire dal 2 ottobre.

## Accoglienza

### Incassi
Il film, con un budget stimato in 150 milioni di dollari, ha incassato 245527149 $ in tutto il mondo.

### Critica
Dark Shadows ha ricevuto recensioni miste da parte della critica cinematografica. Il sito aggregatore di recensioni Rotten Tomatoes riporta che il 35% delle 261 recensioni professionali ha dato un giudizio positivo sul film, con voto medio di 5,30 su 10. Il consenso critico del sito recita: "La grafica è di prim'ordine, ma Tim Burton non trova mai un ritmo coerente, mescolando battute leziose e spettralità gotica con meno successo rispetto ad altre collaborazioni di Johnny Depp". Su Metacritic il film detiene un punteggio di 55 su 100, basato sul parere di 42 critici, indicando "recensioni miste o medie".

## Colonna sonora
La tracklist della colonna sonora del film, disponibile dall'8 maggio 2012, è stata resa pubblica il 4 aprile. Si tratta dell'ennesima collaborazione del regista Tim Burton con il compositore Danny Elfman, sodalizio iniziato negli anni '80 con Pee-wee's Big Adventure.